# Gitona pauliani
Gitona pauliani är en tvåvingeart som beskrevs av Seguy 1951. Gitona pauliani ingår i släktet Gitona och familjen daggflugor. Inga underarter finns listade i Catalogue of Life.